# デイヴィッド・リンジー (第8代クロフォード伯爵)
第8代クロフォード伯爵デイヴィッド・リンジー（英語: David Lindsay, 8th Earl of Crawford、1542年11月27日没）は、スコットランド貴族。

## 生涯
第7代クロフォード伯爵アレグザンダー・リンジーの息子として生まれ、1512年までに騎士爵に叙された。
1500年11月6日までにエリザベス・ヘイ（Elizabeth Hay、1511年1月24日以降没、第3代エロル伯爵ウィリアム・ヘイの娘）と結婚、4男2女をもうけた。
- アレグザンダー（1542年7月5日没） - ジーン・シンクレア（Jean Sinclair、1562年以前没、第3代シンクレア卿ヘンリー・シンクレアの娘）と結婚、子供あり。第10代クロフォード伯爵デイヴィッド・リンジーの父
- ジェームズ
- パトリック
- デイヴィッド
- エリザベス（1538年7月29日没） - 1522年12月20日以降、ジョン・アースキン（John Erskine）と結婚、子供あり
- ユーフェミア（Euphemia） - ジョン・チャータリス（John Charteris）と結婚

その後、キャサリン・スターリング（Catherine Stirling）と再婚、1男をもうけた。
- ウィリアム

1526年までにイソベル・ランディ（Isobel Lundy、1550年2月2日以前没）と再婚、1男1女をもうけた。
- ジョン（1530年1月4日以降没）
- イソベル（1577年11月15日没） - 1544年までに第5代ボースウィック卿ジョン・ボースウィック（1566年没）と結婚、子供あり。その後、ジョージ・プレストン（George Preston）と再婚

1517年5月に父が死去すると、クロフォード伯爵位を継承、同年7月18日に正式に父の継承者として認定された。
第8代クロフォード伯爵はスコットランド王ジェームズ5世により、ローランド地方とヘブリディーズ諸島における大領地を取り上げられた。
長男アレグザンダーとの関係が悪く、1526年にはアレグザンダーによる「身体への危害」(bodily harm)からの保護を求めた。1531年2月16日にはアレグザンダーがダンディー法廷に召喚され、父殺しなどにより有罪判決を受けた。これによりアレグザンダーはクロフォード伯爵家の領地と爵位の継承権を失い、1537年3月30日に継承権を正式に放棄した。その後、クロフォード伯爵は1541年10月16日にデイヴィッド・リンジー（第8代クロフォード伯爵の父方の祖父アレグザンダーの弟ウォルター（Walter、1476年没）の曽孫にあたる）を継承者に指名、その1年後の1542年11月27日にムーンジー近郊のケアニー城で死去した。